# Sekondi-Takoradi
Sekondi-Takoradi (ofte benævnt udelukkende med ét af de to navne) er en by i det sydlige Ghana, beliggende på landets atlanterhavskyst, hvor den er hovedstad for landets Vestregion. Byen har et indbyggertal på 539.548 (2010).